# 西北-北極自治市鎮

西北-北極自治市鎮在阿拉斯加州的位置

西北-北極自治市鎮（英語：Northwest Arctic Borough）是美國阿拉斯加州一個自治市鎮，位於該州西北部、北極圈附近（鎮名的由來）。面積105,573平方公里。根據美國2000年人口普查，共有人口7,208人。鎮治科策布（Kotzebue）。
成立於1986年6月2日。